# 400 mètres nage libre féminin aux Jeux olympiques d'été de 2012
Navigation
Pékin 2008 Rio de Janeiro 2016
L'épreuve de 400 m nage libre femmes des Jeux olympiques d'été de 2012 a lieu le 29 juillet au London Aquatics Centre.

## Qualification
Pour participer à cette épreuve, les temps de qualification étaient de 4 min 09 s 35 pour le temps de qualification olympique (TQO) et de 4 min 18 s 07 pour le temps de sélection olympique (TSO) qui devaient être effectués entre le 1er mars 2011 et le 18 juin 2012. Un comité national olympique (CNO) pouvait inscrire 2 nageuses si elles faisaient le TQO et 1 nageuse si elle effectuait le TSO. Les CNO pouvaient inscrire des nageurs indépendamment du temps (1 nageur par sexe sur l'ensemble des épreuves) s'ils n'avaient pas de nageurs qui avaient réussi les temps de qualification nécessaires.

## Records
Avant cette compétition, les records dans cette discipline étaient les suivants :
| Record du monde  | 3 min 59 s 15 | Federica Pellegrini | Italie | 26 juillet 2009 | Rome (Italie) | ,     |
| Record olympique | 4 min 02 s 19 | Federica Pellegrini | Italie | 10 août 2008    | Pékin (Chine) | [ 4 ] |

Le record suivant a été établi durant la compétition :
| Date       | Épreuve | Nom            | Nationalité | Temps         | Record           |
| ---------- | ------- | -------------- | ----------- | ------------- | ---------------- |
| 29 juillet | Finale  | Camille Muffat | France      | 4 min 01 s 45 | Record olympique |

## Médaillés
| Or             | Argent          | Bronze            |
| Camille Muffat | Allison Schmitt | Rebecca Adlington |

## Résultats

### Finale (29 juillet au soir)
| Rang                                | Ligne | Nom                 | Nationalité      | Temps         | Notes  |
| ----------------------------------- | ----- | ------------------- | ---------------- | ------------- | ------ |
| Médaille d'or, Jeux olympiques      | 4     | Camille Muffat      | France           | 4 min 01 s 45 | OR     |
| Médaille d'argent, Jeux olympiques  | 5     | Allison Schmitt     | États-Unis       | 4 min 01 s 77 | AM, NR |
| Médaille de bronze, Jeux olympiques | 8     | Rebecca Adlington   | Grande-Bretagne  | 4 min 03 s 01 |        |
| 4                                   | 2     | Lotte Friis         | Danemark         | 4 min 03 s 98 |        |
| 5                                   | 1     | Federica Pellegrini | Italie           | 4 min 04 s 50 |        |
| 6                                   | 3     | Coralie Balmy       | France           | 4 min 05 s 95 |        |
| 7                                   | 7     | Brittany MacLean    | Canada           | 4 min 06 s 24 |        |
| 8                                   | 6     | Lauren Boyle        | Nouvelle-Zélande | 4 min 06 s 25 |        |

### Séries (29 juillet le matin)
| Rang | Série | Ligne | Nom                    | Nationalité      | Temps         | Notes |
| ---- | ----- | ----- | ---------------------- | ---------------- | ------------- | ----- |
| 1    | 5     | 4     | Camille Muffat         | France           | 4 min 03 s 29 | Q     |
| 2    | 5     | 5     | Allison Schmitt        | États-Unis       | 4 min 03 s 31 | Q     |
| 3    | 4     | 6     | Coralie Balmy          | France           | 4 min 03 s 56 | Q     |
| 4    | 5     | 2     | Lauren Boyle           | Nouvelle-Zélande | 4 min 03 s 63 | Q     |
| 5    | 5     | 6     | Lotte Friis            | Danemark         | 4 min 04 s 22 | Q     |
| 6    | 4     | 2     | Brittany MacLean       | Canada           | 4 min 05 s 06 | Q     |
| 7    | 4     | 4     | Federica Pellegrini    | Italie           | 4 min 05 s 30 | Q     |
| 8    | 3     | 4     | Rebecca Adlington      | Grande-Bretagne  | 4 min 05 s 75 | Q     |
| 9    | 5     | 7     | Melanie Costa Schmid   | Espagne          | 4 min 06 s 75 |       |
| 10   | 3     | 5     | Chloe Sutton           | États-Unis       | 4 min 07 s 07 |       |
| 11   | 4     | 5     | Kylie Palmer           | Australie        | 4 min 07 s 27 |       |
| 12   | 5     | 3     | Bronte Barratt         | Australie        | 4 min 07 s 99 |       |
| 13   | 3     | 6     | Mireia Belmonte García | Espagne          | 4 min 08 s 23 |       |
| 14   | 4     | 3     | Shao Yiwen             | Chine            | 4 min 08 s 41 |       |
| 15   | 4     | 1     | Andreina Pinto         | Venezuela        | 4 min 08 s 45 | NR    |
| 16   | 3     | 7     | Éva Risztov            | Hongrie          | 4 min 09 s 08 |       |
| 17   | 5     | 1     | Boglárka Kapás         | Hongrie          | 4 min 10 s 01 |       |
| 18   | 4     | 7     | Savannah King          | Canada           | 4 min 10 s 93 |       |
| 19   | 3     | 3     | Li Xuanxu              | Chine            | 4 min 10 s 95 |       |
| 20   | 3     | 1     | Camelia Potec          | Roumanie         | 4 min 11 s 43 |       |
| 21   | 3     | 2     | Joanne Jackson         | Grande-Bretagne  | 4 min 11 s 50 |       |
| 22   | 3     | 8     | Wendy Trott            | Afrique du Sud   | 4 min 11 s 63 |       |
| 23   | 2     | 3     | Nina Rangelova         | Bulgarie         | 4 min 11 s 71 |       |
| 24   | 2     | 5     | Kristel Kobrich        | Chili            | 4 min 12 s 02 |       |
| 25   | 5     | 8     | Elena Sokolova         | Russie           | 4 min 12 s 19 |       |
| 26   | 2     | 4     | Aya Takano             | Japon            | 4 min 12 s 33 |       |
| 27   | 2     | 2     | Julia Hassler          | Liechtenstein    | 4 min 12 s 99 |       |
| 28   | 2     | 6     | Susana Escobar         | Mexique          | 4 min 14 s 78 |       |
| 29   | 2     | 8     | Natthanan Junkrajang   | Thaïlande        | 4 min 16 s 45 |       |
| 30   | 2     | 1     | Lynette Lim            | Singapour        | 4 min 18 s 64 |       |
| 31   | 4     | 8     | Grainne Murphy         | Irlande          | 4 min 19 s 07 |       |
| 32   | 1     | 4     | Mojca Sagmeister       | Slovénie         | 4 min 21 s 55 |       |
| 33   | 1     | 5     | Andrea Cedron          | Pérou            | 4 min 24 s 18 |       |
| 34   | 2     | 7     | Kim Ga-Eul             | Corée du Sud     | 4 min 43 s 46 |       |
| 35   | 1     | 3     | Jennet Saryyeva        | Turkménistan     | 5 min 40 s 29 |       |